# رابی کین
رابرت دیوید «رابی» کین (انگلیسی: Robert David "Robbie" Keane؛ زادهٔ ۸ ژوئیهٔ ۱۹۸۰) بازیکن فوتبال پیشین اهل ایرلند است.
وی برای تیم ملی ایرلند ۱۴۶ بازی انجام داده و ۶۸ گل به ثمر رسانده‌است. پست تخصصی این بازیکن نیز، مهاجم است.

## افتخارات

### باشگاهی
تاتنهام هاتسپر
- جام اتحادیه باشگاه‌های انگلستان: ۰۸–۲۰۰۷

ال ای گلکسی:ام‌ال اس:۲۰۱۱_۲۰۱۲_۲۰۱۴
ایرلند: nations cup 2011